# 高等学校卒業程度認定試験規則
高等学校卒業程度認定試験規則(こうとうがっこうそつぎょうていどにんていしけんきそく、平成十七年文部科学省令第一号)は学校教育法に基づき高等学校卒業程度認定試験(高卒認定)の実施について規定している文部科学省令である。平成17年1月31日に交付された。附則に大学入学資格検定の経過規定が定められている。

## 構成
令和四年文部科学省令第三十六号による改正分までを反映している。
- 制定文
  - 第一条　趣旨
  - 第二条　高等学校卒業程度認定試験の施行
  - 第三条　受験資格
  - 第四条　試験科目、方法及び程度
  - 第五条　試験の免除
  - 第六条　受験方法
  - 第七条　受験手続
  - 第八条　合格
  - 第九条　合格証書の授与
  - 第十条　証明書の交付等
  - 第十一条　手数料
  - 第十二条　不正の行為を行った者等に対する処分
- 本則
- 附則
- 別表